# 庄司田
庄司田（しょうじだ）は、愛知県岡崎市の地名である。岡崎地区に位置する。現行行政地名は庄司田一丁目から庄司田三丁目。

## 地理
岡崎市の南部に位置する。

### 湖沼
- 柱大池
- 羽根田池
- 明治池

## 世帯数と人口
2019年（令和元年）5月1日現在の世帯数と人口は以下の通りである。
| 丁目         | 世帯数  | 人口    |
| ------------ | ------- | ------- |
| 庄司田一丁目 | 209世帯 | 501人   |
| 庄司田二丁目 | 238世帯 | 562人   |
| 庄司田三丁目 | 165世帯 | 396人   |
| 計           | 612世帯 | 1,459人 |

### 人口の変遷
国勢調査による人口の推移
| 1995年（平成7年）  | 1,015人 | [ 6 ]  |  |
| 2000年（平成12年） | 1,106人 | [ 7 ]  |  |
| 2005年（平成17年） | 1,268人 | [ 8 ]  |  |
| 2010年（平成22年） | 1,275人 | [ 9 ]  |  |
| 2015年（平成27年） | 1,363人 | [ 10 ] |  |

## 小・中学校の学区
市立小・中学校に通う場合、学区は以下の通りとなる。
| 丁目         | 番・番地等 | 小学校             | 中学校             |
| ------------ | ---------- | ------------------ | ------------------ |
| 庄司田一丁目 | 全域       | 岡崎市立羽根小学校 | 岡崎市立翔南中学校 |
| 庄司田二丁目 | 全域       | 岡崎市立羽根小学校 | 岡崎市立翔南中学校 |
| 庄司田三丁目 | 全域       | 岡崎市立羽根小学校 | 岡崎市立翔南中学校 |

## 歴史

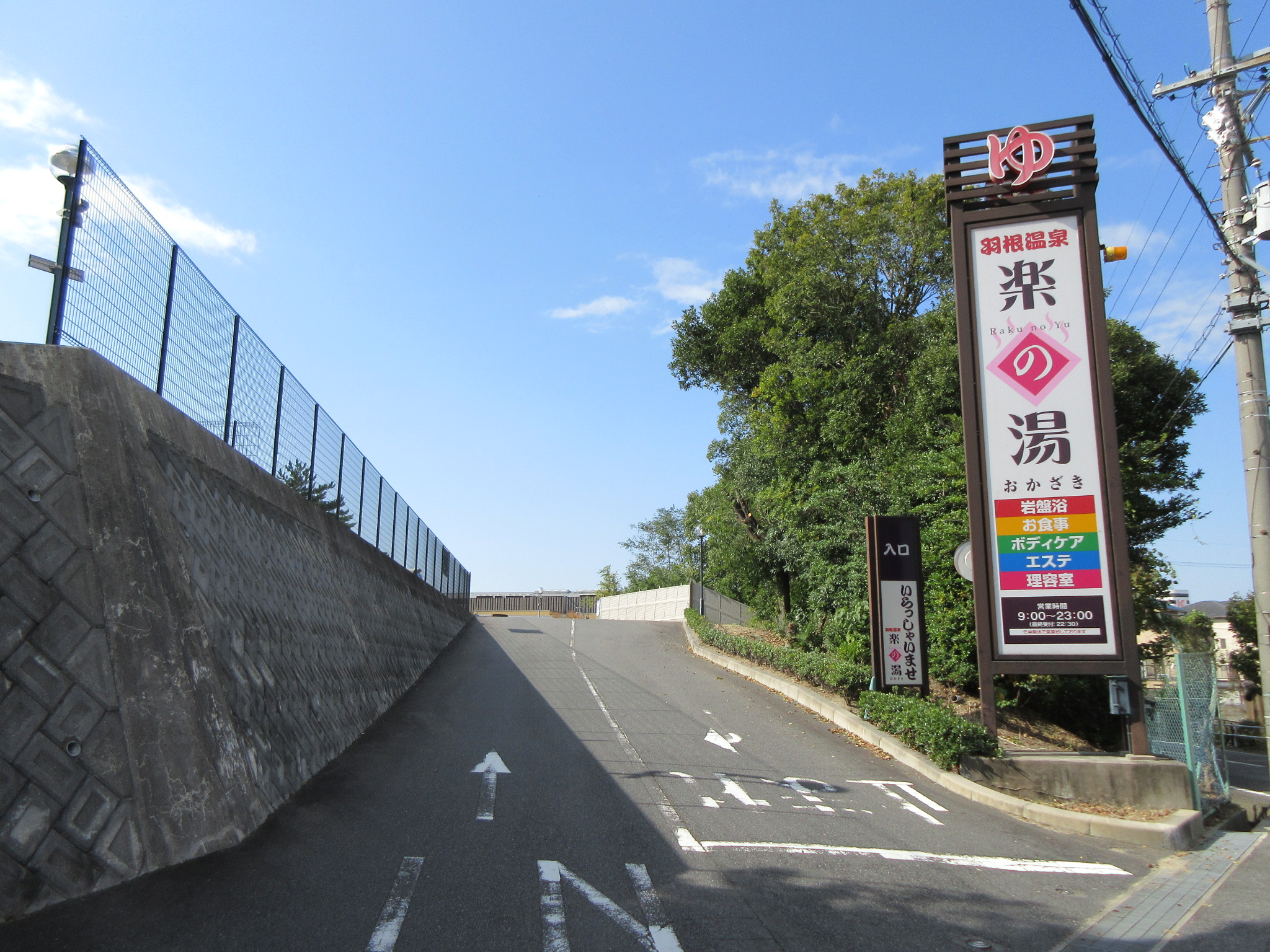
おかざき楽の湯

額田郡羽根村の一部を前身とする。

### 沿革
- 1990年（平成2年）9月20日 - 柱土地区画整理組合の一環で、庄司田一丁目から庄司田三丁目を設置[1]。

### 町名の変遷
（分かる場合は、以下の変遷表で示す）
| 実施後       | 実施年月日               | 実施前（各町名ともその一部） |
| ------------ | ------------------------ | ---------------------------- |
| 庄司田一丁目 | 1990年（平成2年）9月20日 | 羽根町、柱町の一部           |
| 庄司田二丁目 | 1990年（平成2年）9月20日 | 柱町、若松町の一部           |
| 庄司田三丁目 | 1990年（平成2年）9月20日 | 羽根町、柱町の一部           |

## 施設
- 庄司田公園
- おかざき楽の湯
- 庄司田山観音堂
- フォルクスワーゲン岡崎
- 眼鏡市場岡崎柱店
- ALSOK岡崎南営業所

## 交通
道路
- 国道248号
- 愛知県道326号桑谷柱線（緑丘通り）

## その他

### 日本郵便
- 郵便番号 : 444-0821[4]（集配局：岡崎郵便局[12]）。

## 参考資料
- 「角川日本地名大辞典」編纂委員会 編『角川日本地名大辞典 23 愛知県』角川書店、1989年3月8日。ISBN 4-04-001230-5。
- 有限会社平凡社地方資料センター 編『日本歴史地名体系第23巻 愛知県の地名』平凡社、1981年。ISBN 4-582-49023-9。